# قائمة البعثات الدبلوماسية في تركيا

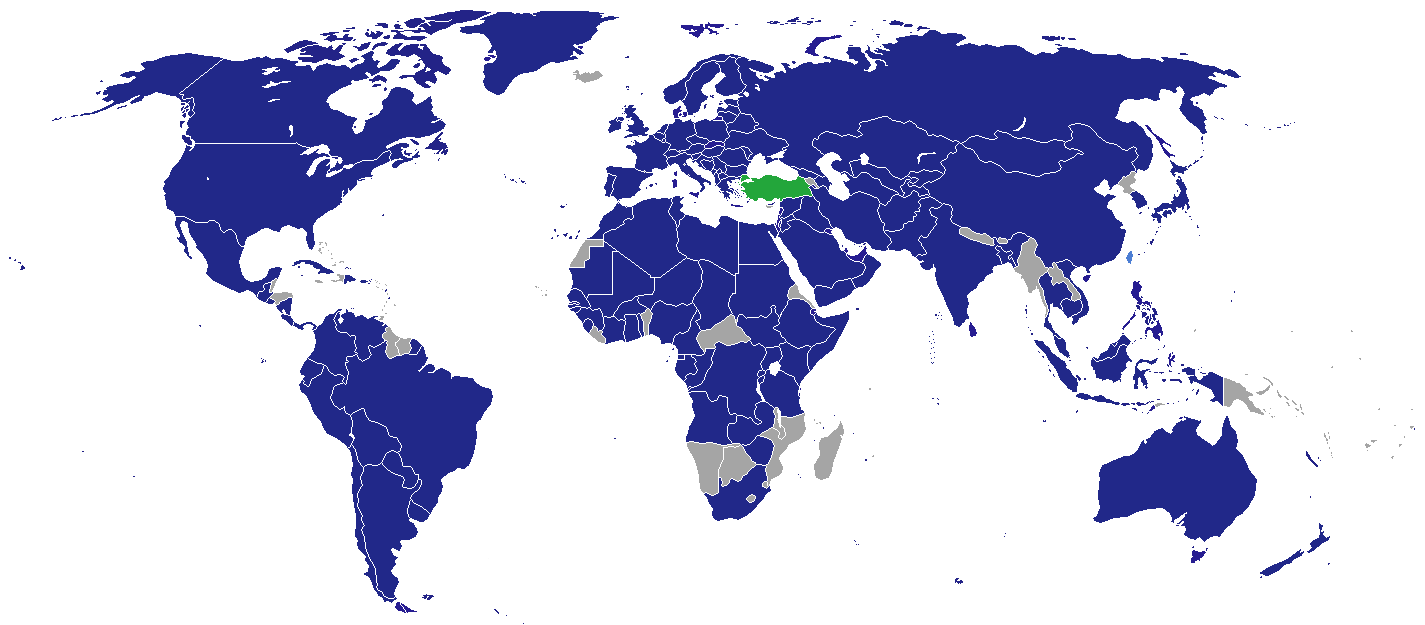
خريطة البلدان التي لديها بعثة دبلوماسية في تركيا..

هذه هي قائمة البعثات الدبلوماسية في تركيا. حالياً,تستضيف العاصمة أنقرة 99 سفارة.

## السفارات

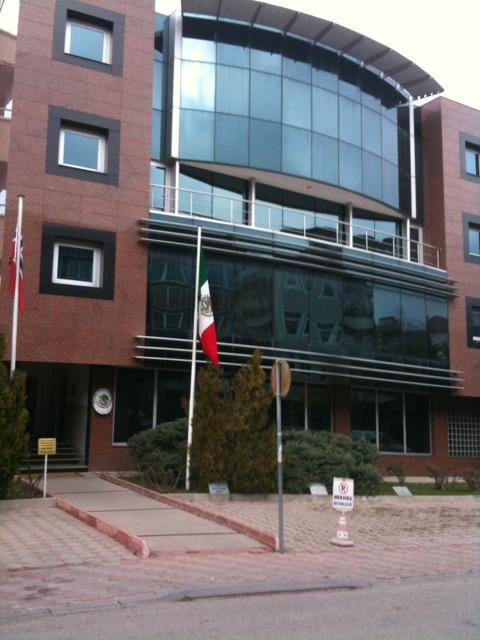
سفارات النرويج والمكسيك في أنقرة

أنقرة
| - أفغانستان - ألبانيا - الجزائر - الأرجنتين - أستراليا - النمسا - أذربيجان - البحرين - بنغلاديش - بيلاروس - بلجيكا - البوسنة والهرسك - البرازيل - بلغاريا - كندا - تشيلي - الصين - كولومبيا - كرواتيا - كوبا - جمهورية التشيك - الدنمارك - جيبوتي - الإكوادور - مصر - إستونيا - إثيوبيا - فنلندا - فرنسا - جورجيا - ألمانيا - اليونان - الكرسي الرسولي - المجر | - الهند - إندونيسيا - إيران - العراق - جمهورية أيرلندا - إسرائيل - إيطاليا - اليابان - الأردن - كازاخستان - كوريا الجنوبية - كوسوفو - الكويت - قرغيزستان - لاتفيا - لبنان - ليبيا - ليتوانيا - لوكسمبورغ - مقدونيا - ماليزيا - المكسيك - مولدوفا - منغوليا - الجبل الأسود - المغرب - هولندا - نيوزيلندا - نيجيريا - قبرص الشمالية - النرويج - عُمان - باكستان - فلسطين | - بيرو - الفلبين - بولندا - البرتغال - قطر - رومانيا - روسيا - السعودية - السنغال - صربيا - سلوفاكيا - سلوفينيا - الصومال - جنوب إفريقيا - إسبانيا - سريلانكا - السودان - السويد - سويسرا - سوريا - طاجيكستان - تايلاند - تونس - تركمانستان - أوكرانيا - الإمارات العربية المتحدة - المملكة المتحدة - الولايات المتحدة - أوزبكستان - فنزويلا - فيتنام - اليمن |

## قنصليات وبعثات ثقافية واقتصادية
أنقرة
- الاتحاد الأوروبي (وفد)
- جمهورية الصين (بعثة ثقافية واقتصادية)

## القنصليات العامة / القنصليات

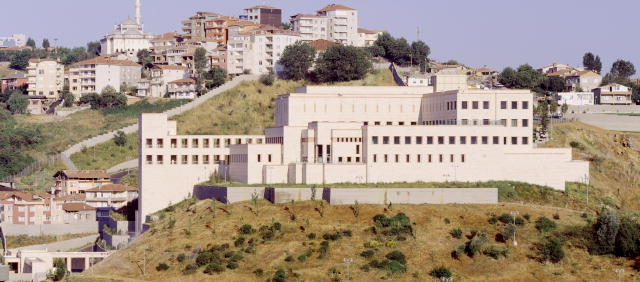
القنصلية الأمريكية العامة في اسطنبول.

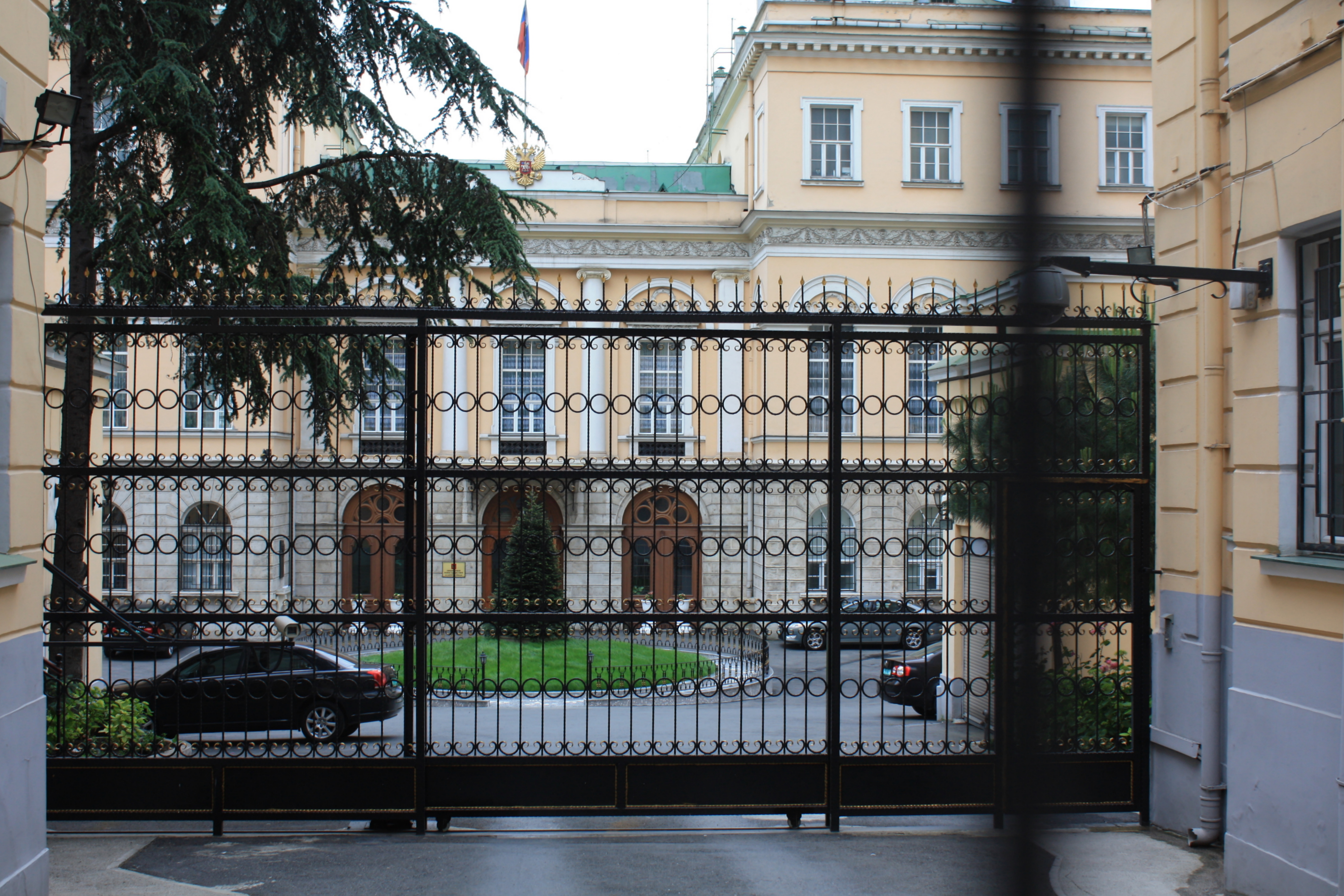
القنصلية العامة لروسيا في اسطنبول.

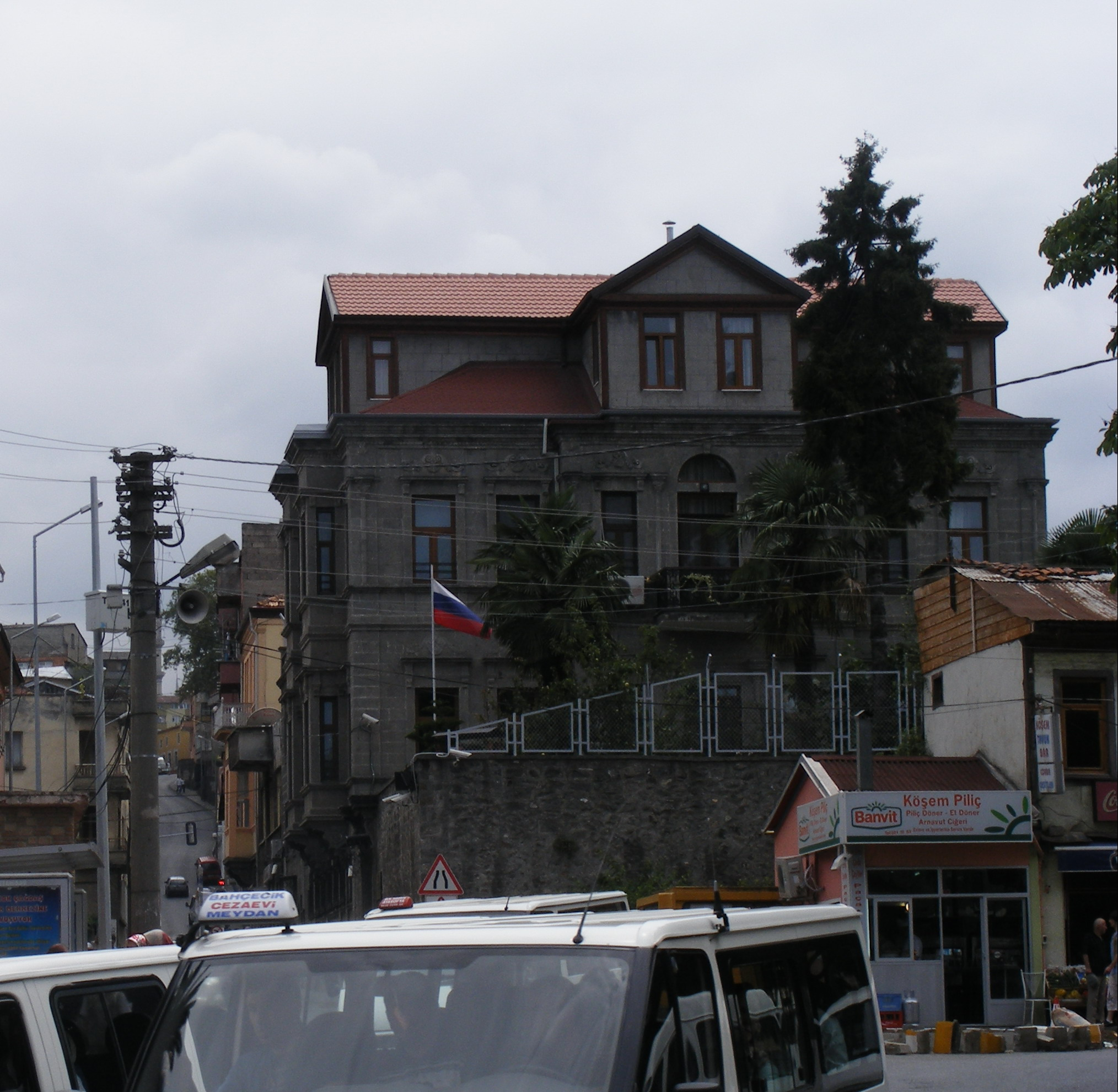
القنصلية العامة الروسية في اسطنبول.

أضنة
- الولايات المتحدة (قنصلية)

أنطاليا
- ألمانيا (قنصلية)
- روسيا

شنق قلعة
- أستراليا (قنصلية)

أدرنة
- بلغاريا
- اليونان (قنصلية)

أرضروم
- إيران

إسطنبول
| - أفغانستان - ألبانيا - الجزائر - أستراليا - النمسا - أذربيجان - روسيا البيضاء - بلجيكا - البوسنة والهرسك - بلغاريا - كندا - الصين - كرواتيا - جمهورية التشيك - الدنمارك - مصر - جورجيا - ألمانيا - اليونان - المجر - الهند - إيران - العراق - إسرائيل - إيطاليا - اليابان - كازاخستان - كوريا الجنوبية - الكويت | - قرغيزستان - لبنان - ليبيا - مقدونيا - مالطا - مولدوفا - هولندا - باكستان - بولندا - قطر - رومانيا - روسيا - السعودية - صربيا - سلوفاكيا - إسبانيا - السويد - سويسرا - السودان - سوريا - قبرص الشمالية - تركمانستان - أوكرانيا - الإمارات العربية المتحدة - المملكة المتحدة - الولايات المتحدة - أوزبكستان - فنزويلا |

إزمير
- ألمانيا
- اليونان
- إيطاليا (قنصلية)
- قبرص الشمالية (قنصلية)
- باكستان
- رومانيا
- المملكة المتحدة (قنصلية)

عنتاب
- العراق
- سوريا

قارص
- أذربيجان

مارماريس
- صربيا (مكتب قنصلي)

مرسين
- قبرص الشمالية (قنصلية)

طرابزون
- جورجيا
- إيران
- روسيا

## سفارات غير مقيمة
- الكاميرون (القاهرة)[2]